# Llista d'estadis de futbol de Letònia
La següent és una llista d'estadis de futbol de Letònia ordenats per capacitat d'espectadors. L'Estadi Skonto, a Riga, és l'estadi amb major capacitat d'espectadors del país, amb 10.007.

## Estadis
| Imatge | Estadi                          | Capacitat | Ciutat     | Equip local           |
| ------ | ------------------------------- | --------- | ---------- | --------------------- |
|        | Estadi Skonto                   | 10,007    | Riga       | Skonto FC             |
|        | Estadi Daugava (Liepāja)        | 5,083     | Liepāja    | FK Liepājas Metalurgs |
|        | Estadi Daugava                  | 5,008     | Riga       | -                     |
|        | Slokas Stadium                  | 5,000     | Jūrmala    | FK Jūrmala            |
|        | Latvijas Universitates Stadions | 5,000     | Riga       | FK Rīga               |
|        | Estadi Celtnieks                | 4,070     | Daugavpils | FC Daugava            |
|        | Ventspils Olimpiskais Stadions  | 3,085     | Ventspils  | FK Ventspils          |
|        | Sporta Aģentūras Stadions       | 3,000     | Rēzekne    | FK Blāzma Rēzekne     |
|        | Rēzeknes Pilsētas stadions      | 3,000     | Rēzekne    | FK Dižvanagi Rēzekne  |